# Vigia
Vigia là một đô thị thuộc bang Pará, Brasil. Đô thị này có diện tích 533,855 km², dân số năm 2007 là 43983 người, mật độ 82,39 người/km².